# 석양의 두 얼굴
"석양의 두 얼굴"은 한국에서 제작된 임원직 감독의 1973년 영화이다. 장동휘 등이 주연으로 출연하였고 황의식 등이 제작에 참여하였다.

## 출연
- 장동휘
- 황해
- 윤미라